# حزائيل
حزّائيل ويرد اسمه كذلك على صورة حزقيل وحزقيال (842 قبل الميلاد - 796 قبل الميلاد)، كان ملك آرامي مذكور في الكتاب المقدس. في عهده، أصبحت آرام دمشق إمبراطورية حكمت أجزاء كبيرة من سوريا وأرض إسرائيل. في حين أنه من المحتمل أن يكون قد ولد في منطقة دمشق الكبرى اليوم، إلا أن مكان ميلاده الدقيق لا يزال مثيرًا للجدل، وهناك عدد من المؤرخين المختلفين يفضلون كل من الباشان وسهل البقاع.
قتل بر هدد الأول وحمى دمشق من اجتياح شلمنصر الثالث وافتتح كامل بلاد جلعاد وهدّد مدينة أورشليم.
اشتهر حزائيل بعدائه لملك ليوآش ملك يهوذا ويهوآحاز ملك إسرائيل.